# Tadeáš Hájek z Hájku
Tadeáš Hájek z Hájku, Thaddaeus Hagecius, född 1 december 1525 i Prag, död där 1 september 1600, var en tjeckisk läkare och astronom.
Hájek z Hájku var professor i matematik i Prag. Han deltog som fältläkare i kriget mot Osmanska riket 1570 och utnämndes till kunglig livmedikus av Rudolf II. Hans mestadels på latin skrivna arbeten behandlar huvudsakligen astronomi (bland annat Diagrammata seu typi Eclipsium solis et lunæ), och på hans initiativ kallades Tycho Brahe och Johannes Kepler till Prag. Han företog även triangelmätningar i Prags omgivningar 1556-63.

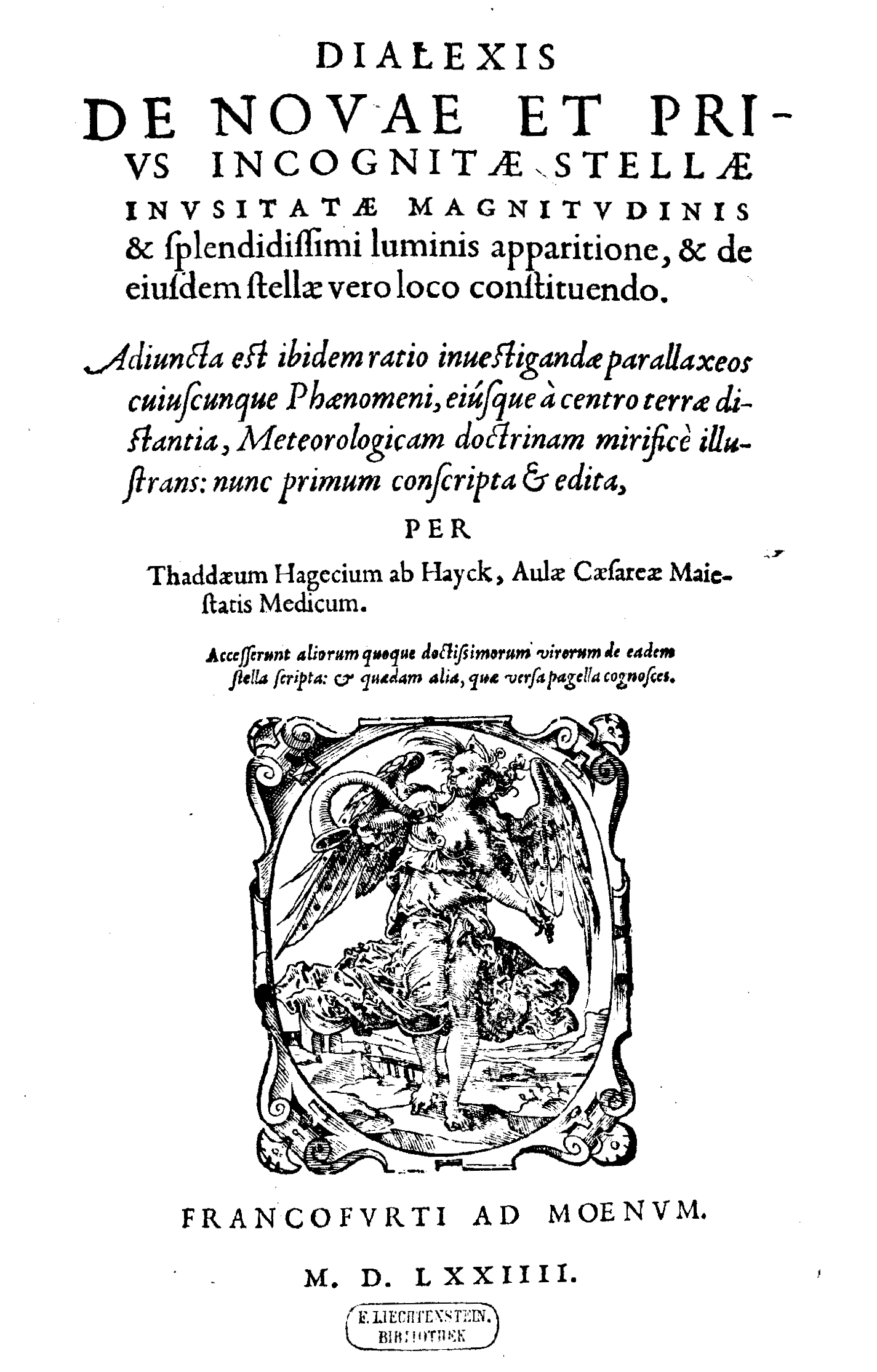
Dialexis de novae et prius incognitae stellae inusitatae magnitudinis et splendidissimi luminis apparitione, et de eiusdem stellae vero loco constituendo, 1574

## Eftermäle
Asteroiden 1995 Hajek är uppkallad efter honom.